# Фару (округ)
О́круг Ф́ару, або Ф́аруський округ (порт. Distrito de Faro) — округ у Португалії. Окружний адміністративний центр — місто Фару. Розташований в південній частині країни. Складова регіону Алгарве. За старим адміністративним поділом, що був чинним до 1976 року, територія округу належала провінції Алгарве. Площа — 4960 км². Поділяється на 16 муніципалітетів і 67 парафій. Населення — 434 023 ос. (2009), густота населення — 87,5 осіб/км²
. Код ISO 3166-2 — PT-08. Більшість населення зосереджена на узбережжі, працює у сфері послуг і туризму. Внутрішні муніципалітети слабо заселені, більшість  працює в сільському та лісовому господарствах.

## Географія
На півночі межує з округом Бежа, на сході — з Іспанією. На заході й півдні омивається водами Атлантичного океану.

## Муніципалітети
1. Албуфейра
2. Алжезур
3. Алкотін
4. Віла-ду-Бішпу
5. Віла-Реал-де-Санту-Антоніу
6. Каштру-Марин
7. Лагоа
8. Лагуш
9. Лоле
10. Моншіке
11. Олян
12. Портіман
13. Сан-Браш-де-Алпортел
14. Сілвеш
15. Тавіра
16. Фару

## Українська громада
За попередніми даними Португальської міграційної служби станом на 2007 рік, в окрузі Фару легально проживає понад 8,8 тисяч українців (найчисельніша громада цієї країни).